# 張峻庭
張峻庭（1997年3月3日—）為臺灣籃球教練、前運動員，生於臺北縣，籃球場上主打控球后卫，出身安坑國小、金華國中、泰山高中與國立臺灣師範大學，2019年8月參加超級籃球聯賽新人選秀會但落選，9月代表晧宇國際征戰觀護盃，2020年擔任泰山高中籃球隊助理教練，2021年改任九太科技助理教練，2022年8月10日接掌莊敬高職籃球隊兵符。2023年夏天跟隨九太科技總教練徐仲毅前往香港，擔任滿貫助理教練。2024年夏天重返母校泰山高中加入教練團。

## 外部連結
- 張峻庭在fiba.basketball（英语）
- 張峻庭在archive.fiba.com（archived）（英语）
- 張峻庭在Eurobasket.com（球員）（英语）
- 張峻庭在RealGM（英语）